# Regulació insular de les Antilles Neerlandeses
La Regulació insular de les Antilles Neerlandeses (en neerlandès: Eilandenregeling Nederlandse Antillen o ERNA) és una llei neerlandesa que descriu l'autonomia dels diferents territoris insulars de les Antilles Neerlandeses. Fou sancionada per reial decret el 3 de març de 1951 i es mantingué en vigència, amb esmenes de reforç, fins a la dissolució de les Antilles Neerlandeses el 10 d'octubre de 2010. Juntament amb la Constitució de les Antilles Neerlandeses, la Regulació insular descriu la fundació del govern de les illes. El fet que la Constitució de les Antilles Neerlandeses depengués de la Regulació insular, i que la Regulació insular fos més antiga que la Constitució, ha portat a molts acadèmics a descriure les Antilles com un acord federal.

## Territoris insulars
| Bandera               | Nom                   | Capital     | Àrea (km²) | Notes                                                            |
| --------------------- | --------------------- | ----------- | ---------- | ---------------------------------------------------------------- |
| Curaçao               | Curaçao               | Willemstad  | 444        |                                                                  |
| Bonaire               | Bonaire               | Kralendijk  | 288        |                                                                  |
| Sint Maarten          | Sint Maarten          | Philipsburg | 34         | Formaren part de les illes de Sotavent fins l'1 de gener de 1983 |
| Sint Eustatius        | Sint Eustatius        | Oranjestad  | 21         | Formaren part de les illes de Sotavent fins l'1 de gener de 1983 |
| Saba                  | Saba                  | The Bottom  | 13         | Formaren part de les illes de Sotavent fins l'1 de gener de 1983 |
| Aruba                 | Aruba                 | Oranjestad  | 193        | Emancipada l'1 de gener de 1986                                  |
| Antilles Neerlandeses | Antilles Neerlandeses | Willemstad  | 993        |                                                                  |